# Biển nội địa Seto
Biển nội địa Seto (瀬戸内海 (Lại Hộ nội hải) Seto Naikai) là một vùng biển hẹp thuộc Nhật Bản, chạy dài theo hướng đông-bắc tây-nam, ngăn cách ba đảo chính: Honshū phía bắc và đông-bắc, Shikoku phía nam, và Kyūshū phía tây-nam.
Theo từ nguyên thì Seto tức 瀬戸 "lại hộ" có nghĩa là cửa (biển) nước chảy xiết.  
Biển Seto là hải lộ thiên nhiên nối Thái Bình Dương phía đông bằng hai eo biển Hoyo và Naruto và biển Nhật Bản phía tây bằng eo biển Kanmon. Đây cũng là vùng biển ăn thông với vịnh Osaka bằng eo biển Akashi vốn là hải lộ quan trọng ra vào vùng Kansai, bao gồm cả Osaka và Kobe. Trước khi có tuyến đường sắt Sanyō, biển Seto là mạch giao thông chính nối vùng Kansai và Kyūshū.
Dọc hai bên bờ biển Seto là các tỉnh thành: Yamaguchi, Okayama, Hyōgo, Kagawa, Ehime, Fukuoka, và Ōita, Hiroshima, Iwakuni, Takamatsu, và Matsuyama.
Vì gần như khép kín, biển Seto có khí hậu ôn hòa và tạnh ráo, mệnh danh là hare no kuni (晴れの国), tức "xứ trong sáng". Biển Seto ngược lại cũng có những hiện tượng ác liệt như nạn thủy triều đỏ (赤潮, akashio, âm Hán Việt: xích triều) do thực vật phù du bùng sinh sôi kết tụ, gây ra nạn cá chết.
Kể từ thập niên 1980, hai bên bờ bắc và nam đều cất những cây cầu lớn nối liền xa lộ và đường sắt thuộc dự án cầu Honshū-Shikoku, trong đó có cầu Đại Seto.